# Ringueta de Sarlat-la-Canéda
La Ringueta est un festival de jeux anciens qui se déroule à Sarlat-la-Canéda, en Dordogne, en région Nouvelle-Aquitaine. 
Le festival de la Ringueta est inscrit à l’Inventaire du patrimoine culturel immatériel en France.

## Historique
Le  festival fut créé le 26 mai 1985. Il est né à l’initiative d’un conseiller municipal de Sarlat et d’associations de défense de la langue et de la culture occitane, en particulier des particularités sarladaises. On compte parmi eux l'A.S.C.O. (Atelier Sarladais de Culture Occitane), l'Amicale Laïque de Sarlat, les groupes musicaux Peiraguda et Pissafreig.
Depuis cette date, le festival se déroule tous les deux ans, à la Pentecôte. Il connait beaucoup de succès et les visiteurs prennent plaisir à redécouvrir des jeux anciens régionaux et locaux. Les jeux proviennent d’associations, mais également d’autres communes qui les prêtent. Les règles des jeux sont éditées par les associations. Le défi du festival est de maintenir pendant toute sa durée l’occitan comme langue officielle dans les rues. 
Face à son grand succès, le festival est connu dans tout le Périgord et attire de plus en plus de monde de toute la région et plus.
La 19e édition s'est tenue début juin 2022.

## Le festival
La présence des jeux tient son origine d’une importante opération de collecte de jeux anciens autour de Sarlat-la-Canéda et dans le Périgord, mais aussi dans le sud-ouest et le sud-est de la France.
Tout un inventaire de ces jeux a été fait, avec la création d’une vraie base de données contenant l’historique, les règles et la composition du jeu.
La Ringueta est donc basée autour des jeux d’antan, mais aussi autour de la culture et de la langue occitane puisque c’est la langue officielle du festival. D’autres activités sont également proposées comme des bals traditionnels et des banquets autour de la gastronomie locale. 

### Programme type
- Le samedi est plutôt axé sur la danse, avec une initiation aux danses traditionnelles de la région pour les enfants et les adultes et un bal donné en fin de soirée[3].

- La journée du dimanche est plutôt orientée vers les jeux. La fête démarre en milieu d’après-midi. Elle commence avec des jeux et une animation musicale. Parmi les jeux, on retrouve le rampeau, le Rodeo barricon, la Cassa cacal, le Desquilhador, l’ausca anelada, le Mâts de Cocagne, le Jeu de l’oie géant, la Ringueta, la Cassa topins, la Lepa padela, le Barloque, le Juec de la granolha, la Tusta poncha, le Jeu de massacre, la guillotine sarladaise, la perinqueta, les Frondes, lo paraplueja, la Leva bota, le Piastre.

L’après-midi se poursuit par des courses pour enfants et adultes et du tir à la corde. La journée se termine enfin par la Taulada, le banquet collectif, et le rendez-vous du bal traditionnel animé par un groupe occitan.